# Szczecinki śródczołowe
Szczecinki czołowe – rodzaj szczecinek muchówek.
Występują wyłącznie u muchówek z grupy Schizophora o czole holometopowym. Krótkie szczecinki tworzące ciąg złożony z kilku do kilkunastu sztuk. Osadzone są płytkach śródczołowych lub zewnętrznej krawędzi silnie rozwiniętej płytki przyoczkowej.